# 水邊村 (西貢區)
水邊村（英語：Shui Bin Tsuen）是一條位於香港新界西貢區的鄉村。

## 外部連結
- 居民代表選舉水邊（坑口）的劃定現有鄉村範圍（2019－2022年） （页面存档备份，存于）

22°19′17″N 114°16′05″E / 22.321308°N 114.26794°E